# Samira Merai
Samira Merai ou Samira Merai Friaa, née le 10 janvier 1963 à Zarzis, est une femme politique et médecin tunisienne.

## Biographie

### Études
Elle étudie à l'école primaire de la route de Gabès, à Médenine, puis au lycée technique de Médenine. Elle obtient un baccalauréat en mathématiques et sciences en 1981 puis étudie à la faculté de médecine de Tunis entre 1982 et 1986. Elle devient ensuite docteur en médecine en 1992 et se spécialise en pneumologie. En 2008, elle obtient un diplôme inter-universitaire de physiologie et de pathologie du sommeil à la faculté de médecine et de pharmacie de l'université Claude-Bernard-Lyon-I.

### Carrière professionnelle
Professeur agrégée en pneumologie à la faculté de médecine de Tunis en 2003, elle travaille à l'hôpital Abderrahmen-Mami de l'Ariana depuis 1993.
Elle fait partie de différentes sociétés savantes, telles que la Société tunisienne des maladies respiratoires, la European Respiratory Society (en), l'American Thoracic Society (en) et la Société de pneumologie de langue française.
Samira Merai est aussi une membre active du conseil scientifique de l'Association des myopathes de Tunisie depuis 2005 et la deuxième vice-présidente de l'Association Amena de développement depuis mars 2011.

### Carrière politique
Elle devient une membre active du parti Afek Tounes et accède à son comité central en mai 2011. Elle se présente comme tête de liste dans la circonscription de Médenine, à l'occasion de l'élection de l'assemblée constituante tenue le 23 octobre 2011. À la suite de son élection, elle est élue, le 1er février 2012, en tant que vice-présidente de l'assemblée chargée de la législation, des relations avec le gouvernement et la présidence de la République. Devenue membre d'Al Joumhouri à la suite de la dissolution d'Afek Tounes, elle présente sa démission le 10 juillet 2013 et revient à son parti d'origine.
Tête de liste d'Afek Tounes pour les élections législatives de 2014 dans la circonscription de Médenine, elle n'est pas élue.
Le 2 février 2015, elle est nommée au poste de ministre de la Femme, de la Famille et de l'Enfance dans le gouvernement de Habib Essid. Le 20 août 2016, elle est nommée ministre de la Santé publique dans le gouvernement de Youssef Chahed.
Elle annonce quitter Afek Tounes le 30 janvier 2019.

### Vie privée
Elle est mariée et mère de trois enfants.